# عجوقة ديفسانية
عجوقة ديفسانية (الاسم العلمي:Ajuga davisiana) هي نوع من النباتات تتبع جنس العجوقة من الفصيلة الشفوية. سمي هذا النوع نسبةً إلى عالم النبات البريطاني بيتر هادلاند ديفس.